# Aéroport international del Bajio

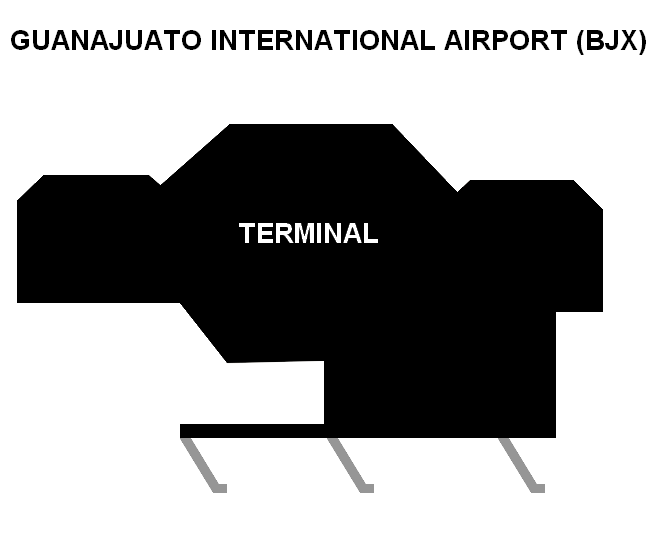
Carte de l'Aéroport.

L'aéroport international del Bajío ou aéroport international de Guanajuato (code IATA : BJX • code OACI : MMLO • code DGAC M. : BJ1), est un aéroport international localisé dans la commune de Silao. Il gère le trafic aérien national et international de la zone qui comprend la Zone Métropolitaine de León, ainsi que des villes de Irapuato, Salamanque et la capitale de l'État, Guanajuato.

## Information
L'Aéroport international del Bajío se trouve dans l'État de Guanajuato lequel se situe au centre du Mexique et il fait partie de la région connue sous le nom du Bajío.
L'aéroport international de Guanajuato a une capacité de 26 vols par heure et compte aussi avec une zone de fret dénommée Port intérieur qui relie l'aéroport avec les transports ferroviaires et routiers. Il peut également recevoir des avions de grandes dimensions.
En février 2001, cet aéroport a reçu l'Air Force One pendant la visite du président George W. Bush au Président Vicente Fox.
En 2014, Guanajuato a reçu à 1 222 100 passagers, alors qu'en 2015 il a reçu à 1 492 100 passagers, selon des données publiées par le Groupe aéroportuaire du Pacifique.

## Situation
| \| 500 km1:6 468 000 \| Acapulco Aguascalientes Huatulco Campeche Cancún Chetumal Chihuahua Ciudad · del Carmen Ciudad Juárez Ciudad · Obregón Ciudad · Victoria Colima Cozumel Culiacán Guanajuato Durango Guadalajara Hermosillo Ixtapa · Zihuatanejo La Paz San José · del Cabo Los Mochis Matamoros Mazatlán Mérida Mexicali Mexico B.J. Mexico F.A. Minatitlán Monterrey Morelia Nuevo · Laredo Oaxaca Playa · de Oro Puebla Puerto · Escondido Puerto · Vallarta Querétaro Reynosa San Luis · Potosí Tampico Tapachula Tepic Tijuana Toluca Torreón Tuxtla Gutiérrez Uruapan Veracruz Villahermosa Zacatecas |
| 500 km1:6 468 000 |

Les aéroports les plus proches sont:
- Aéroport international d'Aguascalientes (124 km)
- Aéroport international général Francisco J. Mujica  (130 km)
- Aéroport intercontinental de Querétaro (133 km)
- Aéroport international de San Luis Potosi (144 km)
- Aéroport international d'Uruapan  (182 km)

## Compagnies aériennes et destinations

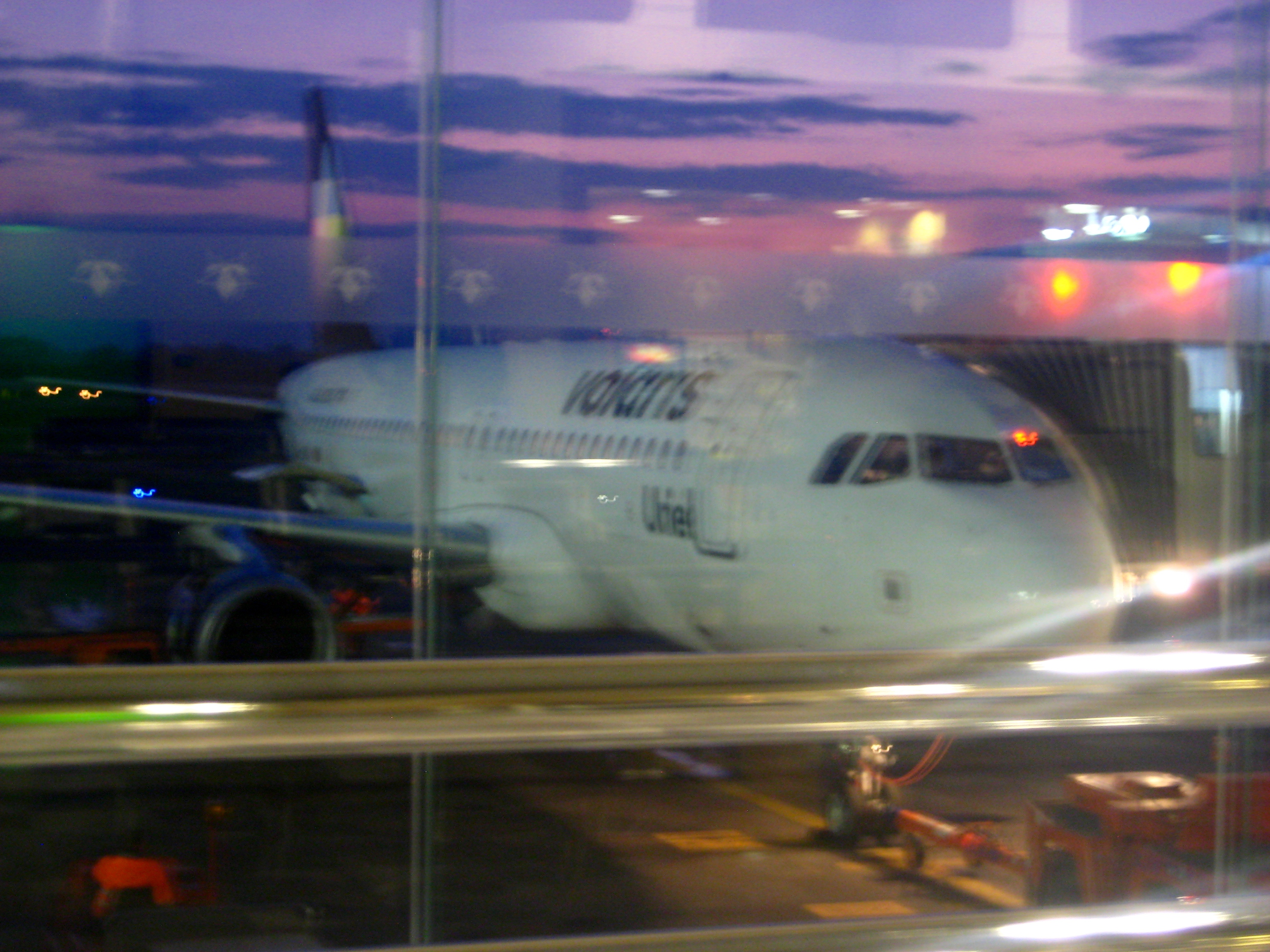
Airbus A319 De Volaris dans l'aéroport.

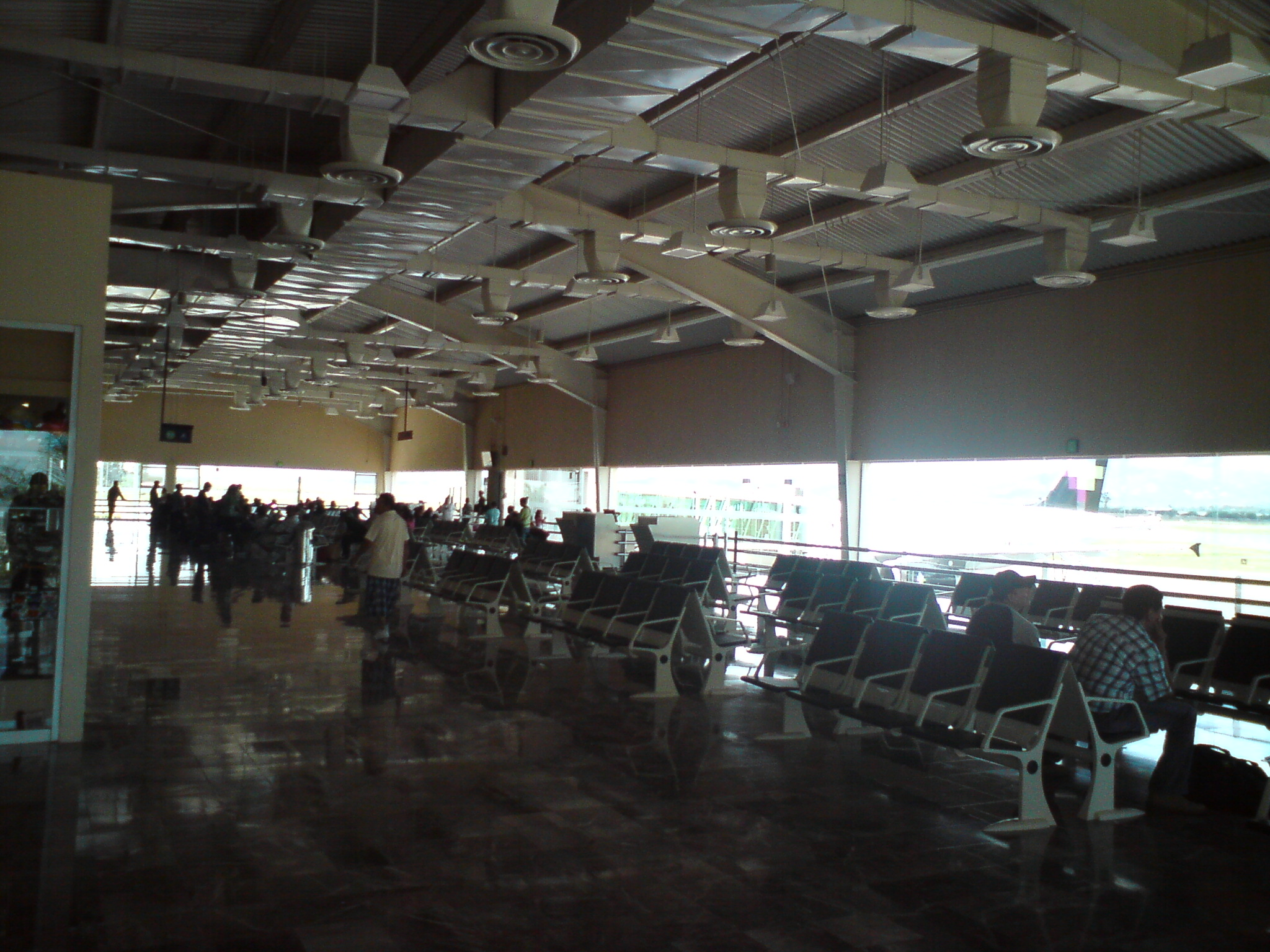
Salle d'attente.

14 compagnies aériennes offrent des vols sur 14 destinations.
| Compagnies         | Destinations |
| ------------------ | --- |
| Aeroméxico         | Mexico-B. Juárez |
| Aeroméxico Connect | Atlanta H.-Jackson, Détroit, Los Angeles, Mexico-B. Juárez, Monterrey-M. Escobedo En saison : Tijuana-A. L. Rodríguez |
| American Eagle     | Dallas-Fort Worth |
| Calafia Airlines   | Los Cabos |
| Interjet           | Cancún, Mexico-B. Juárez, Monterrey-M. Escobedo, Puerto Vallarta |
| Magnicharters      | Cancún |
| TAR Aerolineas     | Puerto Vallarta |
| United Express     | Chicago-O'Hare, Houston-George Bush |
| VivaAerobus        | Cancún, Ciudad Juárez-A. González, Monterrey-M. Escobedo, Tijuana-A. L. Rodríguez |
| Volaris            | Cancún, Chicago-Midway, Ciudad Juárez-A. González, Fresno Yosemite , Los Angeles, Mérida C. Rejón, Mexicali-Taboada, Mexico-B. Juárez, Oakland, Puerto Vallarta, Sacramento, San José (Californie), Los Cabos, Tijuana-A. L. Rodríguez |

Édité le 20/06/2019

## Statistiques

### En graphique
Pour des raisons techniques, il est temporairement impossible d'afficher le graphique qui aurait dû être présenté ici.

Voir la requête brute et les sources sur Wikidata.

### En tableau
| Année | Passagers | Évolution en pourcentage |
| ----- | --------- | ------------------------ |
| 2008  | 1,102,800 | en stagnation            |
| 2009  | 886,100   | 19.65%                   |
| 2010  | 853,800   | 3.6%                     |
| 2011  | 854,200   | 0.50%                    |
| 2012  | 950,300   | 11.30%                   |
| 2013  | 998,100   | 5.02%                    |
| 2014  | 1,222,100 | 22.44%                   |
| 2015  | 1,492,100 | 22.09%                   |

## Routes plus transitées
| Nombre | Ville                                                     | Passagers | Classement    | Compagnie aérienne                         |
| ------ | --------------------------------------------------------- | --------- | ------------- | ------------------------------------------ |
| 1      | Mexico, D.F.Modèle:Country data Distrito Federal (México) | 363,791   | en stagnation | Aeroméxico, Aeroméxico Connect, Interjet   |
| 2      | Tijuana, Basse Californie                                 | 276,125   | en stagnation | Aeroméxico Connect, Interjet, Volaris      |
| 3      | Monterrey, Nuevo León                                     | 222,435   | en stagnation | Aeroméxico Connect, Interjet, Vive Aerobus |
| 4      | Cancun, Quintana Roo                                      | 84,458    | en stagnation | Magnicharters, Volaris                     |
| 5      | Puerto Vallarta, Jalisco                                  | 20,536    | en stagnation | Interjet, TAR                              |
| 6      | Ciudad Juárez, Chihuahua                                  | 19,646    | en stagnation | Viva Aerobus                               |
| 7      | Guadalajara, Jalisco                                      | 911       | en stagnation |                                            |
| 8      | Querétaro, Querétaro                                      | 437       | 1             |                                            |
| 9      | Mexicali, Basse Californie                                | 260       |               |                                            |
| 10     | Villahermosa, Tabasco                                     | 253       |               |                                            |

| Numéro | Ville                     | Passagers | Classement    | Compagnie aérienne                         |
| ------ | ------------------------- | --------- | ------------- | ------------------------------------------ |
| 1      | Los Angeles, Californie   | 160,733   | 1             | Delta Connection, United Airlines, Volaris |
| 2      | Houston, Texas            | 127,483   | 1             | United Airlines                            |
| 3      | Dallas, Texas             | 102,048   | en stagnation | American Airlines, American Eagle          |
| 4      | Atlanta, Géorgie          | 43,199    | en stagnation | Delta Connection                           |
| 5      | Chicago, Illinois         | 27,890    | en stagnation | Volaris                                    |
| 6      | Oakland, Californie       | 12,133    | en stagnation | Volaris                                    |
| 7      | San Francisco, Californie | 979       | 1             | Aeroméxico Contigo                         |
| 8      | Bogota, la Colombie       | 217       |               |                                            |
| 9      | San José, le Costa Rica   | 151       |               |                                            |
| 10     | Lima, le Pérou            | 149       |               |                                            |

## Compagnies aériennes qui volaient antérieurement au AIG
| Compagnies aériennes                                                               |
| ---------------------------------------------------------------------------------- |
| Aeromar, Alma de Mexique, Aviacsa, Avolar, Delta Air Lines, Mexicaine, TAESA, SARO |